# Вімблдонський турнір 1991
Вімблдонський турнір 1991 проходив з 24 червня по 7 липня 1991 року на кортах Всеанглійського клубу лаун-тенісу і крокету в передмісті Лондона Вімблдоні. Це був 105-й Вімблдонський чемпіонат, а також третій турнір Великого шолома з початку року. Турнір входив до програм ATP та WTA турів.

## Огляд подій та досягнень
У чоловічому одиночному розряді Міхаель Штіх виграв свій перший турнір Великого шолома. Торішнього переможця Стефана Едберга він здолав у півфіналі. В турнірі вперше взяв участь майбутній чемпіон Андре Агассі, який раніше відмовлявся грати на кортах Вімблдону через вимогу повністю білого одягу.
У жінок теж перемогла представниця Німеччини — Штеффі Граф. Це були для неї третій вімблдонський титул та 11-й титул Великого шолома. Торішня чемпіонка Мартіна Навратілова поступилася в півфіналі Дженніфер Капріаті.
У парному чоловічому розряді Джон Фіцджеральд та Андерс Яррід виграли Вімблдон удруге й здобули 7-й титул Великого шолома. 
Представниці Радянського Союзу Лариса Савченко та Наташа Звєрєва виграли парні змагання у жінок. Для обох це була перша вімблдонська перемога, Савченко здобула свій другий титул Великого шолома, Зверєва — третій.
У міксті Елізабет Смайлі виграла 4-й титул Великого шолома й 2-й вімблдонський, а Джон Фіцджеральд — 8-й титул Великого шолома й 3-й вімблдонський.

## Результати фінальних матчів

### Дорослі
| Одиночний розряд. Джентльмени    |                               |                         |
| Міхаель Штіх                     | Борис Бекер                   | 6–4, 7–6(7–4), 6–4      |
|                                  |                               |                         |
| Одиночний розряд. Леді           |                               |                         |
| Штеффі Граф                      | Габріела Сабатіні             | 6–4, 3–6, 8–6           |
|                                  |                               |                         |
| Парний розряд. Джентльмени       |                               |                         |
| Джон Фіцджеральд Андерс Яррід    | Хав'єр Франа Леонардо Лавалль | 6–3, 6–4, 6–7(7–9), 6–1 |
|                                  |                               |                         |
| Парний розряд. Леді              |                               |                         |
| Лариса Савченко Наташа Звєрєва   | Джиджі Фернандес Яна Новотна  | 6–4, 3–6, 8–6           |
|                                  |                               |                         |
| Мікст                            |                               |                         |
| Елізабет Смайлі Джон Фіцджеральд | Наташа Звєрєва Джим П'ю       | 7–6(7–4), 6–2           |
|                                  |                               |                         |

### Юніори
| Одиночний розряд. Хлопці  |                                     |                    |
| Томас Енквіст             | Майкл Джойс                         | 6–4, 6–3           |
|                           |                                     |                    |
| Одиночний розряд. Дівчата |                                     |                    |
| Барбара Ріттнер           | Олена Макарова                      | 6–7(6–8), 6–2, 6–3 |
|                           |                                     |                    |
| Парний розряд. Хлопці     |                                     |                    |
| Карім Аламі Грег Руседскі | Джон-Лаффні де Ягер Андрій Медведєв | 1–6, 7–6(7–4), 6–4 |
|                           |                                     |                    |
| Парний розряд. Дівчата    |                                     |                    |
| Кетрін Барклі Лімор Зальц | Джоенн Ліммер Енджі Вулкок          | 6–4, 6–4           |
|                           |                                     |                    |